# Epitophysis
Epitophysis is een kevergeslacht uit de familie van de boktorren (Cerambycidae). De wetenschappelijke naam van het geslacht werd voor het eerst geldig gepubliceerd in 1970 door Gressitt & Rondon.

## Soorten
Epitophysis is monotypisch en omvat slechts de volgende soort:
- Epitophysis substriata Gressitt & Rondon, 1970